# Råholmen, Lovisa
Råholmen är en ö i Finland. Den ligger i sjön Labbyträsket och i kommunen Lovisa i den ekonomiska regionen  Lovisa  och landskapet Nyland, i den södra delen av landet, 60 km öster om huvudstaden Helsingfors. Öns area är omkring 390 kvadratmeter och dess största längd är 30 meter i sydöst-nordvästlig riktning.